# Heikki Paasonen
Heikki Paasonen (Mikkeli, 1865. január 2. – Helsinki, 1919. augusztus 24.) finn nyelvész, finnugrista, a Magyar Tudományos Akadémia tiszteleti tagja (1905).
Aladár Paasonen ezredes apja.

## Élete
Középiskolai tanulmányait a mikkeli líceumban végezte. 1881-ben beiratkozott a helsingforsi egyetemre, ott később elnyerte a magiszteri, majd a bölcsészdoktori fokot és 1893-ban a finnugor nyelvészet docense lett. Több ízben tett nyelvészeti tanulmányutat; 1889 és 1902 között összesen öt évet töltött mordvinok, marik (cseremiszek), hantik (osztjákok), tatárok, csuvasok között folklorisztikai, nyelvtani és szótári anyagot gyűjtve, azonkívül nálunk is végzett nyelvi tanulmányokat. Néhány évig mint középiskolai tanár működött, 1902-ben a középiskolai nyelvtanítás országos főfelügyelője lett, 1904-ben pedig a finnugor nyelvtudomány rendes tanára a helsingforsi egyetemen. A Finnugor Társaságnak előbb másod-, majd első titkára, később egyik alelnöke, a Finn Tudományos Akadémiának rendes, a Magyar Tudományos Akadémiának és a Magyar Nyelvtudományi Társaságnak tiszteleti tagja volt. 1918-ban diplomáciai megbízatásban fél évet töltött hazánkban magyar származású nejével (Paskay Mária) együtt. Ez alatt magyar nyelven tartott több fölolvasásában ismertette hazája viszonyait és függetlenségéért való küzdelmeit. Hazatérte után hamarosan súlyos betegség támadta meg, mely később halálát okozta.

## Munkássága
Munkásságát – mint sok finn nyelvész – egy kis nyelvjárástanulmánnyal kezdte (Suomi, k. j , III, 1890), de mire ez megjelent, ő már a mordvin nyelv tanulmányozásával volt elfoglalva. A Finnugor Társaság költségén 1889-ben és 1890-ben 13 hónapig tartózkodott a Penzai-, a Szimbirszki- és a Tambovi kormányzóságban lakó mordvinok között és rengeteg anyagot gyűjtött. Ehhez később még sokat hozzágyűjtetett egy született mordvinnal. Gyűjtéseinek egy részét kiadta Proben der mordwinischen Volkslitteratur cím alatt (SUS. Aik. IX, 1891 és XII, 1894). E két kötet erza dalokat, ráolvasásokat, áldozati imádságokat, találós meséket, közmondásokat és népmeséket tartalmaz, pontos fonetikus hangjelöléssel lejegyezve és német fordítással ellátva. Kéziratban maradt gyűjtései körülbelül 60–70 nyomtatott ívre tehetők, és ehhez járult még mordvin gyűjtőtársának körülbelül 30 nyomtatott ívet kitevő gyűjteménye, melyet Paasonen átnézett és legnagyobbrészt át is írt.
Mordvin tanulmányainak első tudományos eredményeként írta doktori értekezését (Mordvinische Lautlehre, 1893), mely nemcsak leíró hangtant, hanem hangtörténetet is nyújt a sokféle nyelvjárás alapján. A mordvin hangtant egy nyelvhasonlító művecskéje követte: Kielellisiä lisiä suomalaisten sivistyshistoriaan (Nyelvi adalékok a finnek művelődéstörténetéhez, 1897), melyben a finn és a mordvin nyelv közös műveltségi szavait gyűjtötte egybe. Ugyanabban az évben jelent meg Die türkischen Lehnwörter im Mordwinischen című tanulmánya, az első munka, amely a mordvin nyelv török jövevényszavaival tüzetesen foglalkozik. Mordvin tanulmányai között az utolsó: Die sogenannten Karataj-Mordwinen oder Karatajen (SUS. Aik. XXI; 1902), amelyben részint történelmi adatok, részint a szókészletnek bizonyos elemei alapján kimutatja, hogy a karatajok eltörökösödött mordvinok, akik minden valószínűség szerint még a 17. században vagy talán még később is mordvinul beszéltek. Az egyetemi tanítás céljait szolgálta mordvin szöveggyűjteménye (Mordwinisehe Chrestomathie mit Glossar und grammatikalischen Abriss, 1909).
Mordvin tanulmányai közben mellékesen török-tatár nyelvi anyagot is gyűjtött. Ki is adott egy kis tatár dalgyűjteményt német fordítás kíséretében (Tatarische Lieder: SUS. Aik. XIX, 1901) és egy kis cikkben (Zur tatarischen Dialektenkunde: KSz. III, 1902) ismertette néhány kazáni tatár falu nyelvjárásának főbb hangsajátságait. Körülbelül 13 nyomtatott ívnyi gyűjteménye kéziratban maradt. A törökséggel való foglalkozásának eredménye a Nyelvtudományi Közleményekben megjelent Votják-török szóegyeztetések című dolgozata (NyK. XXXII, 1902), Csuvas szójegyzék-e (NyK. XXXVII, XXXVIIL és különnyomatban 1908) és Gombocz Zoltán munkájának bírálata (NyK. XLII) is.
Később más finnugor területre tért át és az Ufai kormányzóság birszki kerületében három hónapig mari (cseremisz) nyelvi anyagot gyűjtött (körülbelül öt nyomtatott ívre valót) az addig ismeretlen keleti cseremisz nyelvjárásból. Alaposan megismerte és dolgozatban ismertette az ottani cseremiszek vallását, áldozati szertartásait (Beiträge zur Kenntnis der Religion und des Cultus der Tscheremissen, Keleti Szemle, II, 1901). Ebben egyebek közt lényegében hitelesnek ismerte el azt a kétkedéssel fogadott egykori tudósítást, hogy a cseremiszeknek szervezett papirendjük van.
A cseremisz után a déli hanti nyelv (osztják) tanulmánya következett. A Konda- és a Szurgut-vidéki (jugani) nyelvjárásterületen 1900–1901-ben nyelvtani és szótári anyagon kívül körülbelül két nyomtatott ívet kitevő szöveget gyűjtött. Osztják tanulmányainak legközelebbi eredménye Über die türkischen Lehnwörter im Ostjakischen című dolgozata (FUF. II, 1902) volt. Ebben kb. 140 török jövevényszót mutat ki, amelyek legnagyobbrészt az irtisi tatárok nyelvjárásából valók.
Az egész finnugor nyelvcsaládra kiterjedő munkája: Die ftnnisch-ugrischen s-Laute. I. Anlaut (1903, SUS. Toim. XLI, 1918). Ebben behatóan tárgyalja a kétféle (palatalizálatlan és palatalizált) s kérdését, amellyel korábban már többen foglalkoztak, de csak röviden. Az értékes munkában igen sok sikerült új szóegyeztetés van. Második része, amely a szóbelsejei s-hangokról szólt volna, megíratlan maradt.
Utolsó és legnagyobb műve a Beiträge zur finnischugrisch-samojedischen Lautgeschichte először a Keleti Szemle című folyóiratban jelent meg (XIII–XVII. kötet, az első cikk 1912-ben, az utolsó, ötödik 1917-ben) és azután különnyomatban is (1917). Amint bevezetésében írja, finnugor hangtörténeti vizsgálódásai közben már egy évtized óta folytonosan tekintettel volt a szamojéd nyelvekre is, különösen 1911-től fogva, amikor hallgatóit szemináriumi gyakorlatokban foglalkoztatta a szamojéd nyelvekkel és a szamojéd-finnugor hangtörténettel. Ez az alapvető munka az egész meglevő anyagnak (nemcsak a nyomtatásban megjelentnek, hanem Castrén kiadatlan följegyzéseinek is) kritikai fölhasználásával készült.
Mordvin nyelvi gyűjtésének hatalmas anyaga később nyolc kötetben jelent meg: Mordwinische Volksdichtung 1–8. Helsinki 1938–1981 (szerkesztők előbb Paavo Ravila, majd Martti Kahla).

## Munkái
- Csuvas szójegyzék. MTA, Budapest, 1908